# Seniakovce
Seniakovce est un village de Slovaquie situé dans la région de Prešov.

## Histoire
Première mention écrite du village en 1289.

## Démographie

### Évolution de la population
| Année:               | 1994. | 2004.    | 2014.    | 2024.    |
| -------------------- | ----- | -------- | -------- | -------- |
| Nombre de personnes: | 101   | 121      | 135      | 187      |
| Différence:          |       | +19,80 % | +11,57 % | +38,51 % |

| Année:               | 2023. | 2024.   |
| -------------------- | ----- | ------- |
| Nombre de personnes: | 175   | 187     |
| Différence:          |       | +6,85 % |